# Хепбёрн, Росс
Росс Хе́пбёрн (англ. Ross Hepburn; 1972, Шотландия) — шотландский кёрлингист.
Играл на позициях первого.

## Достижения
- Чемпионат мира по кёрлингу среди мужчин: бронза (2010).
- Чемпионат Шотландии по кёрлингу среди мужчин: золото (2000, 2007, 2010), серебро (2012), бронза (2011)[1].

## Команды
| Сезон   | Четвёртый    | Третий       | Второй                        | Первый       | Запасной                                 | Турниры                        |
| ------- | ------------ | ------------ | ----------------------------- | ------------ | ---------------------------------------- | ------------------------------ |
| 1996—97 | Грэм Коннал  | I Watt       | D Brown                       | Росс Хепбёрн |                                          |                                |
| 1999—00 | Роберт Келли | Нил Хэмптон  | Том Пендрей                   | Росс Хепбёрн | Гордон Мюрхед (ЧМ) тренер: Робин Копленд | ЧШМ 2000 · ЧМ 2000 (8-е место) |
| 2003—04 | Роберт Келли | Нил Хэмптон  | Том Пендрей                   | Росс Хепбёрн |                                          |                                |
| 2004—05 | Роберт Келли | Нил Хэмптон  | Том Пендрей                   | Росс Хепбёрн |                                          | ЧШМ 2005 (8-е место)           |
| 2006—07 | Уорвик Смит  | Крейг Уилсон | Дэвид Смит                    | Росс Хепбёрн | Эван Макдональд (ЧМ) тренер: Джон Данн   | ЧШМ 2007 · ЧМ 2007 (9-е место) |
| 2007—08 | Уорвик Смит  | Крейг Уилсон | Дэвид Смит                    | Росс Хепбёрн |                                          |                                |
| 2008—09 | Уорвик Смит  | Крейг Уилсон | Дэвид Смит                    | Росс Хепбёрн |                                          | ЧШМ 2009 (6-е место)           |
| 2009—10 | Уорвик Смит  | Дэвид Смит   | Крейг Уилсон                  | Росс Хепбёрн | Дэвид Мёрдок (ЧМ) тренер: Alan Smith     | ЧШМ 2010 · ЧМ 2010             |
| 2010—11 | Дэвид Мёрдок | Уорвик Смит  | Глен Мюрхед                   | Росс Хепбёрн |                                          | ЧШМ 2011                       |
| 2011—12 | Дэвид Смит   | Уорвик Смит  | Крейг Уилсон Alan Smith (ЧШМ) | Росс Хепбёрн |                                          | ЧШМ 2012                       |
| 2012—13 | Уорвик Смит  | Дэвид Смит   | Alan Smith                    | Росс Хепбёрн |                                          | ЧШМ 2013 (4-е место)           |
| 2013—14 | Уорвик Смит  | Дэвид Смит   | Sandy Reid                    | Росс Хепбёрн |                                          | ЧШМ 2014 (5-е место)           |

(скипы выделены полужирным шрифтом; см. также )